# Monegaskische euromunten
De euro is behalve de munteenheid voor de lidstaten van de Europese Unie (EU) ook de munteenheid voor de ministaatjes Monaco, San Marino en Vaticaanstad. Deze drie landen waren de enige niet-EU landen die eigen euromunten mogen slaan. Ze hebben dit recht omdat ze al voor de invoering van de euro monetaire overeenkomsten hadden met Frankrijk, respectievelijk Italië. Deze overeenkomsten zijn bij de invoering van de euro omgezet in vergelijkbare monetaire overeenkomsten met de Europese Centrale Bank. Sinds 1 juli 2013 mag ook Andorra haar eigen euromunten slaan.
Monaco heeft daadwerkelijk euromunten in omloop gebracht, door verstrekking van muntrollen aan lokale banken, desondanks zijn, door de beperkte oplage, ook Monegaskische euromunten zeldzaam. Hoewel, wettelijk gezien, geldig betaalmiddel in de hele EU, dienen deze munten in de praktijk vrijwel uitsluitend als verzamelobjecten.

## Ontwerp
De munten van € 0,01 tot en met € 0,05 hebben hetzelfde ontwerp evenals de munten van € 0,10 tot en met € 0,50 terwijl de munten van € 1 en € 2 tot en met 2005 een verschillend ontwerp hebben. Vanaf 2006 hebben de munten van € 1 en € 2 ook hetzelfde ontwerp. Alle munten bevatten het woord Monaco en de twaalf sterren van de EU.

### Monegaskische euromunten (2001-2005)
| 0,01 €                                          | 0,02 €            | 0,05 €             |
| ----------------------------------------------- | ----------------- | ------------------ |
|                                                 |                   |                    |
| Het Wapen van Monaco                            |                   |                    |
| 0,10 €                                          | 0,20 €            | 0,50 €             |
|                                                 |                   |                    |
| Het zegel van Monaco                            |                   |                    |
| 1,00 €                                          | 2,00 €            | Rand van €2 munten |
|                                                 |                   | drie keer herhaald |
| Dubbelportret Prins Reinier III en Prins Albert | Prins Reinier III |                    |

### Monegaskische euromunten (2006-heden)
| 0,01 €                           | 0,02 € | 0,05 €             |
| -------------------------------- | ------ | ------------------ |
|                                  |        |                    |
| Het Wapen van Monaco             |        |                    |
| 0,10 €                           | 0,20 € | 0,50 €             |
|                                  |        |                    |
| Het monogram van Prins Albert II |        |                    |
| 1,00 €                           | 2,00 € | Rand van €2 munten |
|                                  |        | drie keer herhaald |
| Albert II van Monaco             |        |                    |

## Herdenkingsmunten van € 2
- Herdenkingsmunt van 2007: 25ste sterfdag van Prinses Gracia
- Herdenkingsmunt van 2011: Huwelijk van vorst Albert van Monaco met Charlene Wittstock
- Herdenkingsmunt van 2012: 500ste verjaardag van de stichting van Monaco's soevereiniteit, door oprichter Lucianus van Monaco
- Herdenkingsmunt van 2013: 20-jarig lidmaatschap van de VN
- Herdenkingsmunt van 2015: 800ste verjaardag van de bouw van het eerste kasteel op de rots
- Herdenkingsmunt van 2016: 150ste verjaardag van de bouw van Monte Carlo door Karel III
- Herdenkingsmunt van 2017: 200-jarig bestaan van de Compagnie des Carabiniers du Prince
- Herdenkingsmunt van 2018: 250ste geboortedag van François Joseph Bosio
- Herdenkingsmunt van 2019: 200ste verjaardag van de troonsbestijging van Honorius V
- Herdenkingsmunt van 2020: 300ste geboortedag van Honorius III
- Herdenkingsmunt van 2021: 10-jarig huwelijksjubileum van  vorst Albert en vorstin Charlene van Monaco
- Herdenkingsmunt van 2022: 100ste sterfdag van vorst Albert I van Monaco
- Herdenkingsmunt van 2023: 100ste geboortedag van vorst Reinier III van Monaco
- Herdenkingsmunt van 2024: 500ste verjaardag van de ondertekening van het verdrag van Burgos met keizer Karel V
- Herdenkingsmunt van 2025: De oude lenen van Monaco: Het graafschap Carladès